# لا کرستا، شهرستان ریورساید، کالیفرنیا
لا کرستا (به انگلیسی: La Cresta) یک منطقهٔ مسکونی در ایالات متحده آمریکا است که در شهرستان ریورساید، کالیفرنیا واقع شده‌است. لا کرستا ۶۵۷ متر بالاتر از سطح دریا واقع شده‌است.